# Strečnianské tunely
Strečnianské tunely je soubor tří železničních tunelů mezi Strečnem a Vrútkami na trati Žilina - Košice.
| Název       | Délka     | Otevření | Poloha               |
| ----------- | --------- | -------- | -------------------- |
| Strečno I   | 318 m     | 1939     | 49° s. š., 9° v. d.  |
| Strečno II  | 593 m     | 1939     | 49° s. š., 10° v. d. |
| Strečno III | 524/546 m | 1871     | 49° s. š., 10° v. d. |

## Historie
Strečno III (Starý Strečniansky tunel)
Rakousko-Uhersko velmi rychle poznalo význam železnice pro rozvoj země, proto mělo velký zájem o budování důležitých dopravních tras. Bankrot monarchie výstavbu zastavil, ale díky přísunu soukromého kapitálu se postupně rozvoj sítě rozjel. Klíčovou tratí pro území Slovenska byla Košicko-bohumínská dráha, která vedla údolím Kysuce, Váhu a Hornádu. Náročný horský terén s úzkými údolími si vyžádal výstavbu 5 tunelů, mezi nimiž byl i Strečnianský tunel (dnes Strečno III.) s délkou 524 metrů, který překonával masiv Baniska. Zdvojkolejnění tratě si před II. světovou válkou vyžádalo prodloužení tunelu III, úpravu trasy a vybudování dvou nových tunelů. 
Pro zvýšení kapacity tratě bylo realizováno její zdvojkolejnění a právě tunely byly problematickým místem. Zúžený prostor Strečnianského průsmyku, kterým kromě železniční tratě a silnice vede i koryto Váhu, limitoval možnosti výstavby. Původní tunel byl dlouhý 524 metrů, ale u jeho východního portálu byl úrovňový přejezd, komplikující jak železniční, tak silniční dopravu. Proto bylo vybudováno přemostění, čímž se starý tunel prodloužil o dalších 22 metrů.
Strečno II
Druhý tunel byl vybudován jako jednokolejný tunel během zdvojkolejňování tratě v letech 1937-1939. Má délku 593 metrů, nachází se 20 až 80 metrů severně od tunelu Strečno III a vede pod vrchem Banisko. Od žilinské strany se před vjezdem do tunelu II i III nachází most přes Váh.
Strečno I
Dvoukolejný tunel Strečno I prochází pod Košariskami a má délku 318 metrů. Byl vybudován během budování druhé koleje v letech 1937-1939 z důvodu narovnání trasy.

## Poškození tunelů
Během 2. světové války byl prostor Strečnianského průsmyku důležitým strategickým místem. Během povstání i koncem války probíhaly v okolí silné boje a železniční trať byla opakovaně poškozena. Zatímco povstalci tunely zatarasili vlaky, přičemž poškodili zejména koleje, ustupující nacisté značně poškodili tunely i mosty přes Váh. Oprava strategické tratě začala hned po skončení války a v plném rozsahu byla doprava obnovena až v roce 1946.